# Breathing Your Love
Breathing Your Love är den första singeln från det fjärde studioalbumet av Darin, Flashback. Låten gästas av Kat DeLuna, och är producerad av RedOne.

## Listor
| Lista             | List- position |
| ----------------- | -------------- |
| Sverigetopplistan | 2 (2 veckor)   |
| Finland           | 13 (1 vecka)   |